# Al-Shabaab
Harakat al-Shabaab al-Mudzsahedin (arabul:حركة الشباب المجاهدين; Ḥarakat ash-Shabāb al-Mujāhidīn) (magyarul: Mudzsahedin Ifjúsági Mozgalom), rövidebb, ismertebb nevén al-Shabaab (magyarul: "a fiatalok") egy szélsőséges iszlamista felkelőcsoport, mely az anarchiába süllyedt Szomália irányítását tűzte ki célul. Az al-Shabaab felkelői szerint a déli és középső szomáliai területeket (beleértve Mogadishu nagy részét is), sikeresen ellenőrzésük alá vonták.
Az al-Shabaab az ICU (Islamic Courts Union) (magyarul: Iszlám Bíróságok Uniója) széthullásakor alakult. A felkelők saját bevallásuk szerint Dzsihádot folytatnak az iszlám ellenségei, továbbá az ideiglenes szomáliai kormány és az Afrikai Unió szomáliai missziója ellen. Jelentések szerint az al-Shabaab hadat üzent az ENSZ-nek, és több nyugati segélyszervezetnek azzal, hogy 2008 és 2009 között 42, Szomáliában szolgálatot teljesítő segélymunkást kivégeztek. Ettől az akciójuktól kezdve terrorszervezetnek nyilvánították őket a biztonsági szolgálatok. Kötődésüket az al-Kaidához a nyugatiak tényként kezelték, míg a felkelők vezetői egészen 2010-ig tagadták. Szakértők szerint a csoport hozzáállása és módszereik kísértetiesen hasonlítanak a tálibokéhoz.

## Nevük
Az al-Shabaab szomáliában még ash-Shabaab, illetve Hizbul Shabaab (ejtsd: Hezbol) (jelentése: " fiatalok-pártja") néven is ismertek.

## Vezetőik
A szervezet feje kezdetben Aden Hashi Farah volt, akit az ICU egyik vezetője, Hassan Dahir Aweys nevezett ki.[forrás?] A terrorszervezet vezetői gyorsan cserélődnek, mivel belső konfliktusok és az ellenük irányuló katonai akciók miatt gyakran életüket vesztik. Ilyen belső konfliktusról adott számot Mukhtar Robow (álnevén Abu Mansur) 2013-ban, aki a terrorcsoport második szintű vezetői közé tartozott, míg a vezetők között kitört véres leszámolás során Ahmed Abdi Godane (Moktar Ali Zubeyr) az al-Shabaab vezetője menekülésre nem kényszerítette. Godanéval egy célzott amerikai légicsapás végzett 2014-ben. Halála után a szervezet legfontosabb vezetője Ahmed Umar (Abu Ubaida) lett.
További vezetők
- Sheikh Mukhtar Robow "Abu Mansoor" - helyettes vezető
- Sheikh Fuad Mohammed Khalaf "Shangole" - harmadik legfontosabb személye az al-Shabaabnak
- Sheikh Xasan Xuseen – szellemi vezető
- Sheikh Hussein Ali Fidow — politikai vezető
- Sheikh Ali Mohamud Raghe "Dheere" — hivatalos szóvivő
- Sheikh Ibrahim Haji Jama Mee'aad "al-Afghani" (Abubakar al-Seyli'i) - vezető, kormányzó
- Sheikh Hassan Yaqub Ali — szóvivő
- Sheik Ali Mohamed Hussein — Mogadishu kormányzója
- Sheikh Abdirahman Hassan Hussein — regionális vezető
- Sheikh Hassan Abdullah Hersi "al-Turki" — egy korábbi, önálló felkelőcsoport vezetője, amely mára beolvadt az al-Shabaab-ba
- Sheikh Mohamed Said Atom - puntföldi hadúr, aki hűséget esküdött az al-Shabaabnak

## A szervezet kiterjedtsége
Az al-Shabaab illetékesei azt nyilatkozták, hogy köreikben van több, nem szomáliai származású tag is, főként a vezetők között. A szervezet felszólította a Perzsa-öböl harcosait és a nemzetközi dzsihádistákat is, hogy csatlakozzanak hozzájuk a szent háborúba, amelyet a szomáliai kormány, és Etiópia ellen vívnak. Bár az al-Shabaab nem vállal öngyilkos merényleteket mégis több ilyen, külföldiek által végrehajtott robbantást is hozzájuk kötnek. Az ENSZ jelentései szerint az al-Shabaab legfőbb támogatói Iránban, Líbiában, Egyiptomban és a Perzsa-öböl térségében találhatóak.
Külföldi vezetők
- Fazul Abdullah Mohammed - Osama bin Laden nevezte ki az al-Kaida kelet-afrikai vezetőjének (2011. június 11-én bejelentették a halálhírét)
- Shaykh Muhammad Abu Fa'id - szaúd-arábiai állampolgár, az al-Shabaab egyik fő finanszírozója
- Abu Sulayman Al Banadiri - jemeni származású tanácsadó, képzett al-Kaida tag
- Abu Musa Mombasa - pakisztáni születésű, ő vezeti a kiképzést
- Abu Mansoor Al-Amriki - amerikai állampolgár, aki iszlám összeköttetései révén Szomáliába utazott, majd kapcsolatba lépett a terroristákkal 2006-ban, azóta az al-Shabaab legfőbb propagandistája és jelentős anyagi támogatója
- Mahmud Mujajir - szudáni állampolgár, ő toborozza az öngyilkos merénylőket a szervezetnek
- Abdifatah Aweys Abu Hamza - Afganisztánban képzett, szomáliai állampolgár, parancsnok-hadvezér szerepet tölt be

## Terrorista szervezet
Az al-Shabaab terroristacsoportnak lett nyilvánítva Ausztrália, Kanada, USA, Norvégia, Svédország és az Egyesült Királyság által.

## Tevékenységek
Korábban az al-Shabaab militáns ifjúsági mozgalomként volt nyilvántartva, mára szakadárok szélsőséges csoportjává nőtte ki magát. Legfontosabb veteránjai a korábbi hadurak, akik Szomália egyes területi egységeit irányították. A Hisbul Shabaab politikai szervezetet valószínűleg 2004-ben alapították néhány hadúr közreműködésével.
2009-ben egy ideiglenes szövetségi kormány felállításakor az Etióp csapatok kivonultak Szomáliából, aminek hatására az al-Shabaab milicistái elfoglalták az ideiglenes kormány székhelyét, majd megöltek három minisztert.
Szembenállók
A csoport ellen több panasz is érkezett, mert a segélyszervezetek dolgozóit gyakorta megtámadják, valamint a lakosságra akarják erőszakolni a terroristák által alkotott jogrendszert. A Szomáliában élő, segélyekre szoruló emberek száma 2007-óta megháromszorozódott, közelít a 4 millióhoz, de az al-Shabaab által ellenőrzött területeken nincs állandó jelenléte a segélyszervezeteknek. Ezekre a helyekre többnyire repülővel, vagy hajóval szállítják a segélycsomagokat, amelyek szétosztását a helyi lakosokra bízzák. A felkelők rendszeresen támadják a segélyszervezetek munkásait. Eddig 42 ismert áldozata van az őket ért atrocitásoknak.
2008-ban egy házasságtöréssel vádolt, 13 éves lányt nyaktól lefelé betemettek egy nézőkkel teli futballpálya közepére, majd nyilvánosan megkövezték. A lány családjának elmondása szerint gyermeküket az al-Shabaab egyik bandája erőszakolta meg. Ugyanebben az évben iszlámtalannak nyilvánították az arany és ezüst fogászati töméseket, és felszólították a lakosságot ezek átadására a milicistáknak.
Az al-Shabaab bevett módszerei közé tartozik a lefejezés, illetve a csonkítás, valamint a dentális tömőanyagok erőszakos eltávolítása. Sajnos az országban igen magas az analfabéta gyerekek száma, akik gyakran belépnek a milíciába és hű követői lesznek a haduraknak. Nagyon kevés nyugati jelentés szól az al-Shabaab együttműködési hajlandóságáról a humanitárius szervezetekkel, így a lakosság nagy részét (különösen ahol kevés támogatójuk akad) éhezésre kényszerítik.
Az al-Shabaab üldözi a Szomáliában élő keresztény kisebbséget, mert véleményük szerint Etiópiának dolgoznak és információt szolgáltatnak nekik. Többször meggyalázták a keresztény és szúfi muszlim sírokat. A felkelők szerint a szúfisták nem hű követői az iszlámnak, nem tartják be a vallási törvényeket, ezért büntetésül feldúlták a mecsetüket, és egy szúfista egyetemet.

## Vitatott kérdések a szervezetről
Szakértők egy kisebb csoportja szerint az al-Shabaab nem egy nemzetközi terrorszervezet, csak vannak más országban élő támogatóik is[forrás?]. Mások szerint a csoport gazdasági és társadalmi célokat hivatott szolgálni, bár néhol sajnos kegyetlen módon lépnek fel[forrás?]. Egy harmadik álláspont szerint a szervezet megpróbálja rendszeresíteni az egységes iszlamista jogot, az ún. saríát, aminek bevezetését a lakosság nagy része támogatja[forrás?].

## Fordítás
- Ez a szócikk részben vagy egészben  az   Al-Shabaab (militant group) című angol Wikipédia-szócikk fordításán alapul.  Az eredeti cikk szerkesztőit annak laptörténete sorolja fel. Ez a jelzés csupán a megfogalmazás eredetét és a szerzői jogokat jelzi, nem szolgál a cikkben szereplő információk forrásmegjelöléseként.